# Траут (езеро, Северозападни територии)
Езерото Траут (Пъстървово езеро) (на английски: Trout Lake) е 18-о по големина езеро в Северозападните територии на Канада. Площта му е 504 км2, която му отрежда 94-то място сред езерата на Канада. Надморската височина на водата е 503 м.
Езерото се намира в югозападната част на Северозападните територии на Канада, на 243 км западно от Голямото Робско езеро. Дължината му от север на юг е 50 км, а максималната му ширина – 14 км.
Траут за разлика от повечето от канадските езера е със слабо разчленена брегова линия без характерните заливи, полуострови, протоци и острови и е едно от малкото канадски езера, в което няма острови.
В югоизточния му ъгъл се влива река Траут, идваща от по-малките езера Тетчо и Трейнър, преминава през езерото, изтича от най-северния му ъгъл и се влива от ляво в река Маккензи.
На югоизточния бряг на езерото, до устието на река Траут, се намира индианското селище Траут Лейк (106 жители, 2009 г.), в близост до което има малко сезонно летище.